# Alexander Girardi
Pour les articles homonymes, voir Girardi.
Répertoire
- Valentin dans Der Verschwender de Ferdinand Raimund

Alexander Girardi (né le 5 décembre 1850 à Graz, mort le 20 avril 1918 à Vienne) est un acteur et chanteur autrichien.

## Biographie
Alexander Girardi est le fils d'Andreas Girardi, serrurier de Cortina d'Ampezzo. Après la mort prématurée de son père, il grandit avec son beau-père, qui lui fait suivre un apprentissage de serrurier. Contre son gré, il rejoint la troupe amatrice Die Tonhalle, où son talent éclate. Il monte sur scène pour la première fois en 1871 au Biedermeiertheater à Graz. Il obtient la même année un engagement au Strampfer-Theater à Vienne et devient le partenaire de Josefine Gallmeyer.
En 1874, Girardi entre au Theater an der Wien, auquel il reste fidèle pendant 22 ans. Il connaît le succès en tant que comique chanteur et jeune premier. En 1896-1897, il travaille au Carltheater puis deux ans au Volkstheater. En outre, il se produit dans toutes les autres scènes importantes de Vienne, mais aussi en Allemagne (Berlin, Hambourg, Dresde).
L'un de ses rôles les plus connus est Valentin dans Der Verschwender de Ferdinand Raimund avec son interprétation de la Hobellied. Il se fait aussi connaître comme l'interprète des chansons de Alexander Krakauer.
Au début de la Première Guerre mondiale, Girardi se retire de la scène et retourne dans sa ville natale de Graz. Deux mois avant sa mort en 1918, il accepte de nouveau un appel du Burgtheater de Vienne, où il joue le rôle de Fortunatus Wurzel dans Der Bauer als Millionär de Raimund.
Son épouse Helene Odilon veut le faire interner et le médecin Josef Hoffmann, médecin du Theater an der Wien, délivre un certificat dans lequel il déclare Girardi malade. Au dernier moment, Girardi a connaissance de cette action et s'enfuit chez Katharina Schratt. À son instigation et en faisant témoigner Staniek le médecin du Burgtheater et le psychiatre de la cour Hinterstoißer, Girardi est déclaré "en bonne santé". Selon un autre témoignage de cet événement, Girardi est brièvement admis dans l'hôpital psychiatrique de Graz grâce à Julius Wagner-Jauregg.
Alexander Girardi meurt le 20 avril 1918 au Sanatorium Löw à Vienne, à l'âge de 67 ans. Il repose au cimetière central de Vienne (33E-9-16) dans une tombe dédiée à son honneur.

## Répertoire
Girardi est avant tout considéré comme un représentant du sujet léger. Il continue comme acteur la tradition de Ferdinand Raimund et de Johann Nestroy. Il est aussi présent dans de nombreux opérettes, contribuant probablement de manière significative à "l'âge d'or de l'opérette de Vienne".

## Filmographie
- 1908 : Fiakerlied
- 1911 : Wann der Auerhahn balzt
- 1913 : Der Millionenonkel

## Source de la traduction
- (de) Cet article est partiellement ou en totalité issu de l’article de Wikipédia en allemand intitulé « Alexander Girardi » (voir la liste des auteurs).